# Zuiderduikerpolder
De Zuiderduikerpolder is een voormalig waterschap in de Nederlandse provincie Groningen.
Het schap lag pal ten westen van de wierde van Weiwerd, ten zuiden van de Heemkesweg en ten westen van de Westerlaan. De polder loosde via een afsluitbare duiker op het (vervallen) Weiwerdermaar.
Waterstaatkundig gezien ligt het gebied sinds 2000 binnen dat van het waterschap Hunze en Aa's.